# Takayuki Tanii

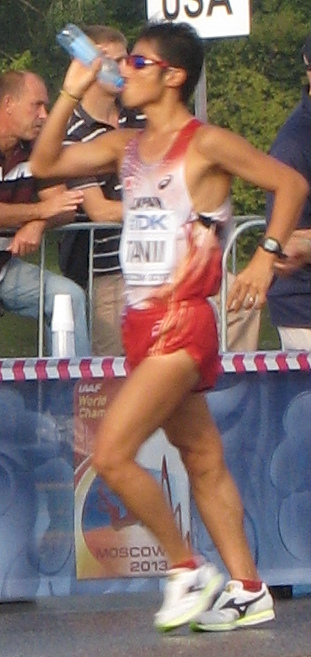
Takayuki Tanii

Takayuki Tanii (jap. 谷井 孝行, Tanii Takayuki; * 14. Februar 1983 in Namerikawa) ist ein japanischer Geher.
Bei den Jugendweltmeisterschaften 1999 in Bydgoszcz gewann er Bronze im 10.000-Meter-Gehen.
2004 belegte er bei den Olympischen Spielen in Athen im 20-km-Gehen Rang 15 und wurde im 50-km-Gehen disqualifiziert.
Bei den Weltmeisterschaften kam er über 20 km 2005 in Helsinki auf den 23. Platz und 2007 in Ōsaka auf den 21. Platz.
2008 wurde er bei den Olympischen Spielen in Peking über 20 km disqualifiziert und belegte über 50 km den 29. Rang.
Fortan konzentrierte er sich auf die 50-km-Distanz. 2009 wurde er bei den Weltmeisterschaften in Berlin disqualifiziert, 2011 wurde er bei den Weltmeisterschaften in Daegu Neunter, und 2012 erreichte er bei den Olympischen Spielen in London nicht das Ziel.
Einem weiteren neunten Platz bei den Weltmeisterschaften 2013 in Moskau folgte ein Sieg bei den Asienspielen 2014 in Incheon und eine Bronzemedaille bei den Weltmeisterschaften 2015 in Peking.
Tanii ist „Feldwebel 2. Klasse“ (nitō kūsō, engl. Technical Sergeant) der Luftselbstverteidigungsstreitkräfte und begann 2014 ein Studium an der Sporthochschule der Selbstverteidigungsstreitkräfte.

## Persönliche Bestzeiten
- 20 km Gehen: 1:20:39 h, 25. Januar 2004, Kōbe
- 50 km Gehen: 3:40:19 h, 1. Oktober 2014, Incheon